# Gwałt na Belgii
Gwałt na Belgii (fr. Viol de la Belgique, niderl. Verkrachting van België, ang. Rape of Belgium) – określenie serii zbrodni wojennych, zwłaszcza masowych morderstw i deportacji, dokonywanych przez wojska niemieckie na belgijskiej ludności cywilnej podczas inwazji i okupacji Belgii w czasie I wojny światowej.
Neutralność Belgii była gwarantowana przez traktat londyński z 1839 roku, który został podpisany przez Związek Niemiecki z Prusami na czele. Jednak plan Schlieffena wymagał, aby niemieckie wojska przemaszerowały przez Belgię, naruszając tym samym jej neutralność, aby oskrzydlić armię francuską, skoncentrowaną we wschodniej części Francji. Kanclerz Niemiec, Theobald von Bethmann Hollweg, odrzucił traktat jako „skrawek papieru”.
Podczas Wielkiej Wojny armia niemiecka systematycznie dopuszczała się zbrodni wojennych na ludności Belgii; żołnierze niemieccy zamordowali ponad 6000 belgijskich cywilów, a kolejnych 17 700 zmarło w wyniku wysiedleń, deportacji, uwięzienia lub wyroków śmierci wydanych przez sądy doraźne. Ponadto śmiertelny drut, płot pod napięciem elektrycznym rozstawiony przez armię niemiecką, aby uniemożliwić Belgom ucieczkę do Holandii, doprowadził do śmierci ponad 3000 cywilów. Około 120 000 Belgów zostało zmuszonych do niewolniczej pracy i deportowanych do Niemiec. Tylko w 1914 roku siły niemieckie zniszczyły 25 000 domów i innych budynków w 837 gminach, a 1,5 miliona Belgów (20% populacji kraju) uciekło przed najeźdźczą armią niemiecką do sąsiednich państw.

## Zbrodnie wojenne

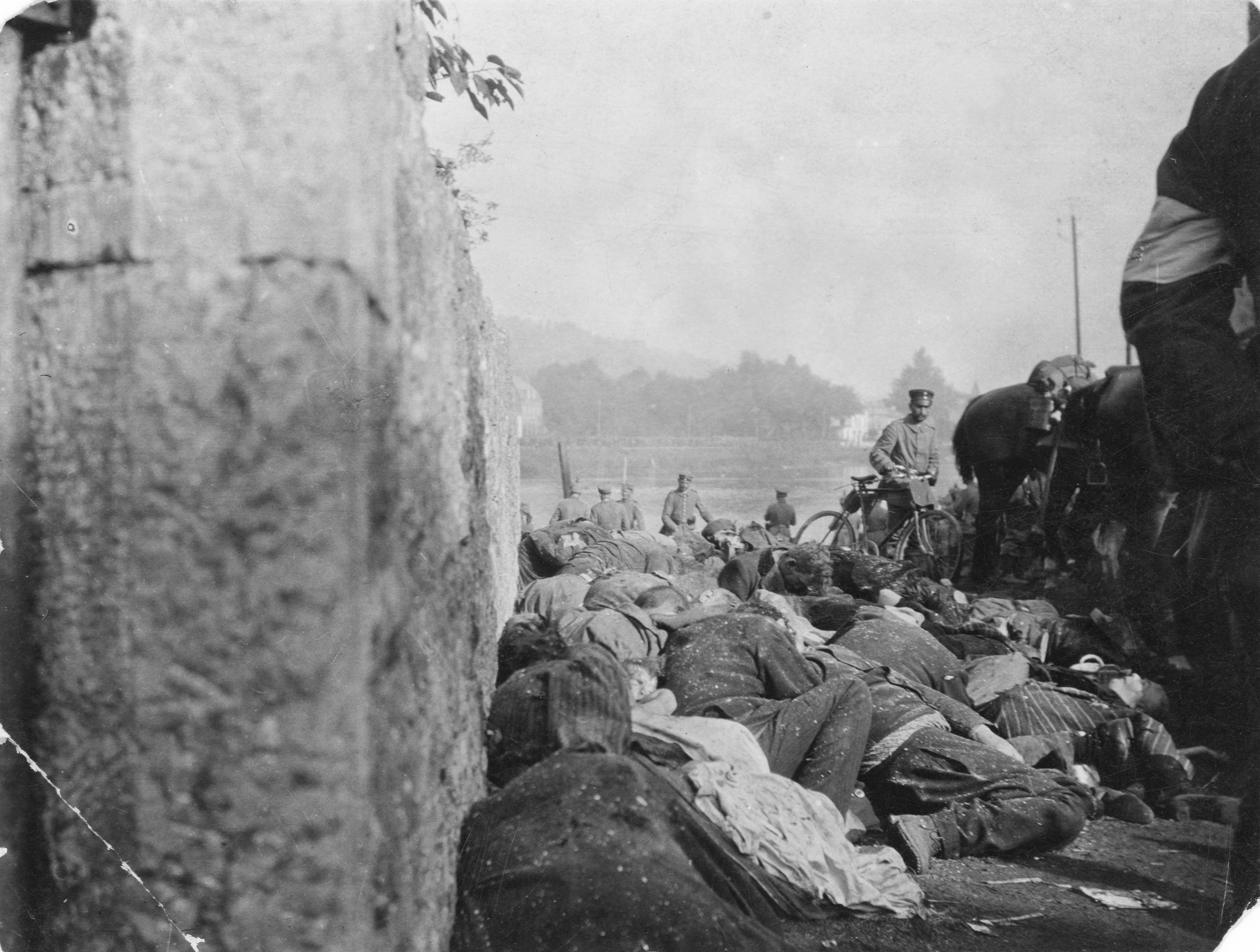
Ciała ofiar niemieckiej zbrodni w Dinant

W niektórych miejscach zbrodnie były wcześnie zaplanowane, jak w Dinant, a później w Liège, Andenne i Leuven. W Dinant armia niemiecka uważała, że mieszkańcy miasta są równie niebezpieczni, jak francuscy żołnierze.

### Morderstwa na cywilach
Niemieckie wojska, oficjalnie tłumacząc się strachem przed belgijskimi partyzantami, czyli francs-tireurs („wolnymi strzelcami”), paliły domy i mordowały cywilów w całej wschodniej i środkowej Belgii, w szczególności w Aarschot (156 zamordowanych), Andenne (211 ofiar), Seilles, Tamines (383 zamordowanych) i Dinant (674 zamordowanych). Niemieccy żołnierze mordowali belgijskich cywilów spontanicznie i bezkarnie, a ofiarami byli zarówno mężczyźni, jak i kobiety i dzieci. W prowincji Brabancja zakonnice były rozbierane do naga pod pretekstem, że mogą być szpiegami lub przebranymi mężczyznami. W Aarschot i okolicach, między 19 sierpnia a odzyskaniem miasta przez Belgów 9 września, niemieccy żołnierze wielokrotnie gwałcili belgijskie kobiety. Gwałty były niemal tak same powszechne jak morderstwa, podpalenia i grabieże, choć nigdy tak bardzo widoczne.

### Złupienie Leuven

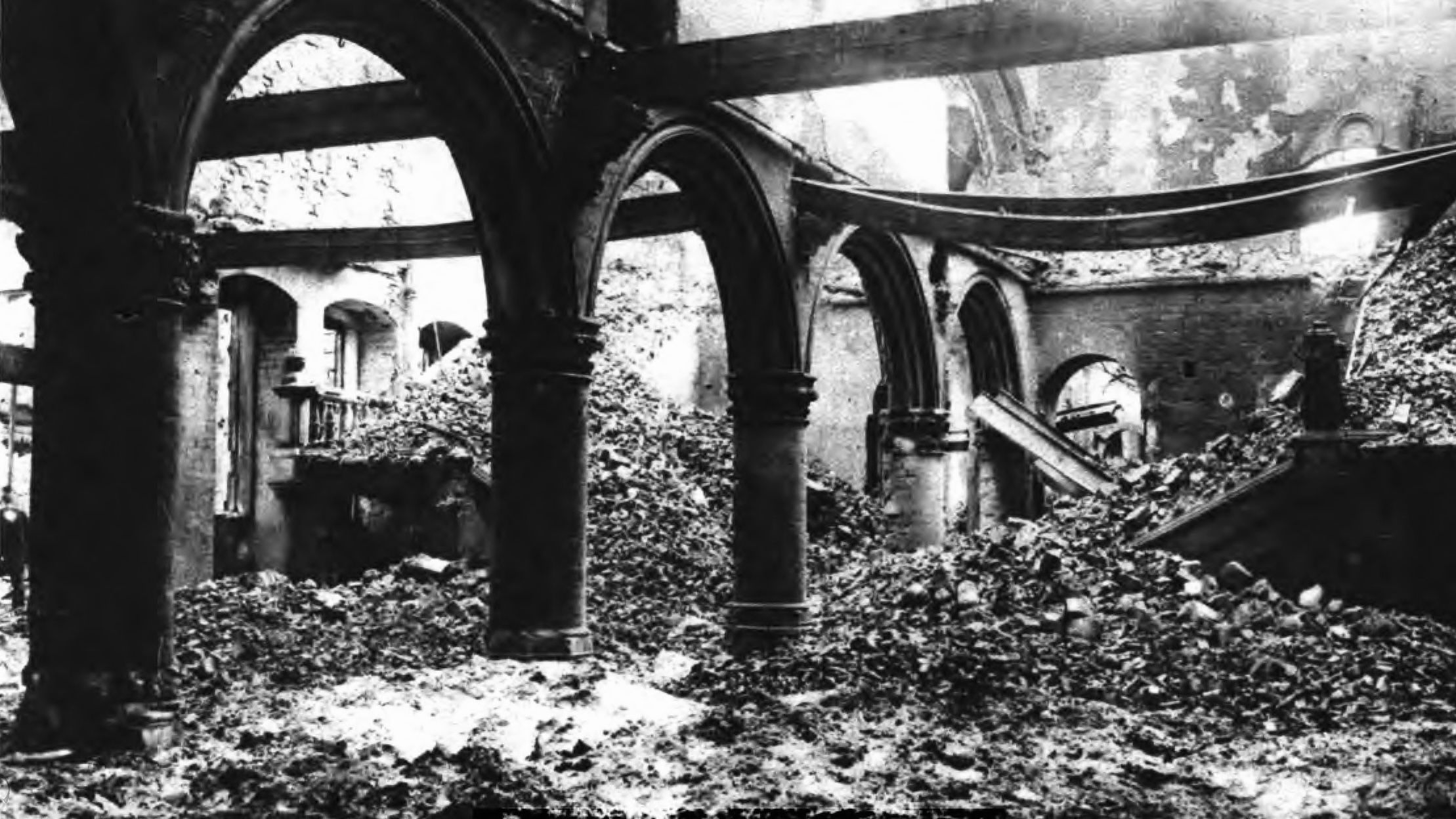
Ruiny biblioteki uniwersyteckiej w Leuven po jej spaleniu przez armię niemiecką w 1914

25 sierpnia 1914 roki armia niemiecka spustoszyła miasto Leuven, celowo podpalając bibliotekę uniwersytecką, w której spłonęło około 230 000 książek, 950 rękopisów i 800 inkunabułów. Niemieccy żołnierze palili także domy i rozstrzeliwali cywilów tam, gdzie stali, niszcząc ponad 2000 budynków i przesiedlając 10 000 mieszkańców, z których 1500 deportowano do Niemiec. Ponadto Niemcy splądrowali i przetransportowali do Cesarstwa z Leuven duże ilości materiałów strategicznych, żywności i nowoczesnego sprzętu przemysłowego. Działania te spotkały się z ogólnoświatowym potępieniem. Podczas łupienia miasta doszło do kilku incydentów z bratobójczym ostrzałem pomiędzy grupami niemieckich żołnierzy.

## Demontaż przemysłu

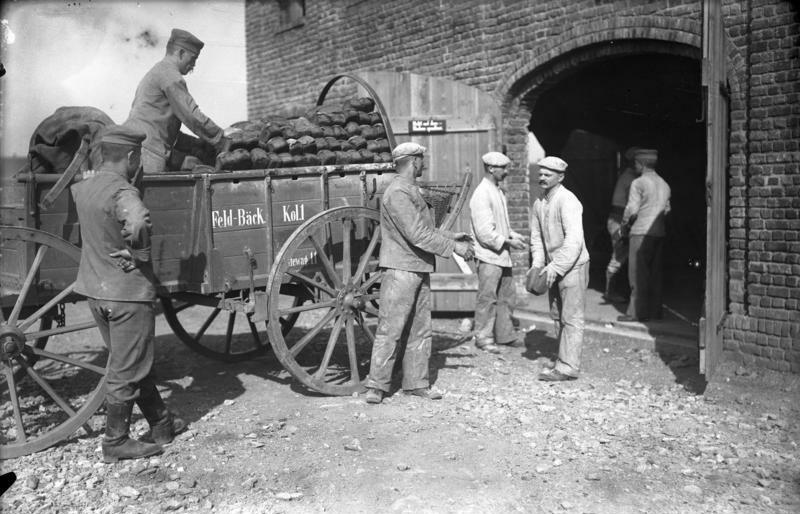
Piekarnia w pobliżu Ypres zmuszona do karmienia armii niemieckiej

Ponieważ używane w belgijskiej gospodarce surowce, które zwykle importowano z zagranicy, wskutek wojennej izolacji kończyły się, coraz więcej belgijskich firm zwalniało swoich pracowników. Bezrobocie stało się poważnym problemem, a także wzrosło uzależnienie od pomocy charytatywnej rozdawanej przez instytucje i organizacje cywilne. W latach 1915–1918 bezrobocie dotykało blisko 650 000 Belgów.
Władze niemieckie wykorzystały kryzys bezrobocia do splądrowania maszyn przemysłowych z belgijskich fabryk, które zostały albo wysłane do Niemiec albo przetopione. Polityka niemiecka wprowadzona przez Generalne Gubernatorstwo Belgijskie znacznie spowolniła belgijskie ożywienie gospodarcze po zakończeniu wojny.

## Propaganda wojenna

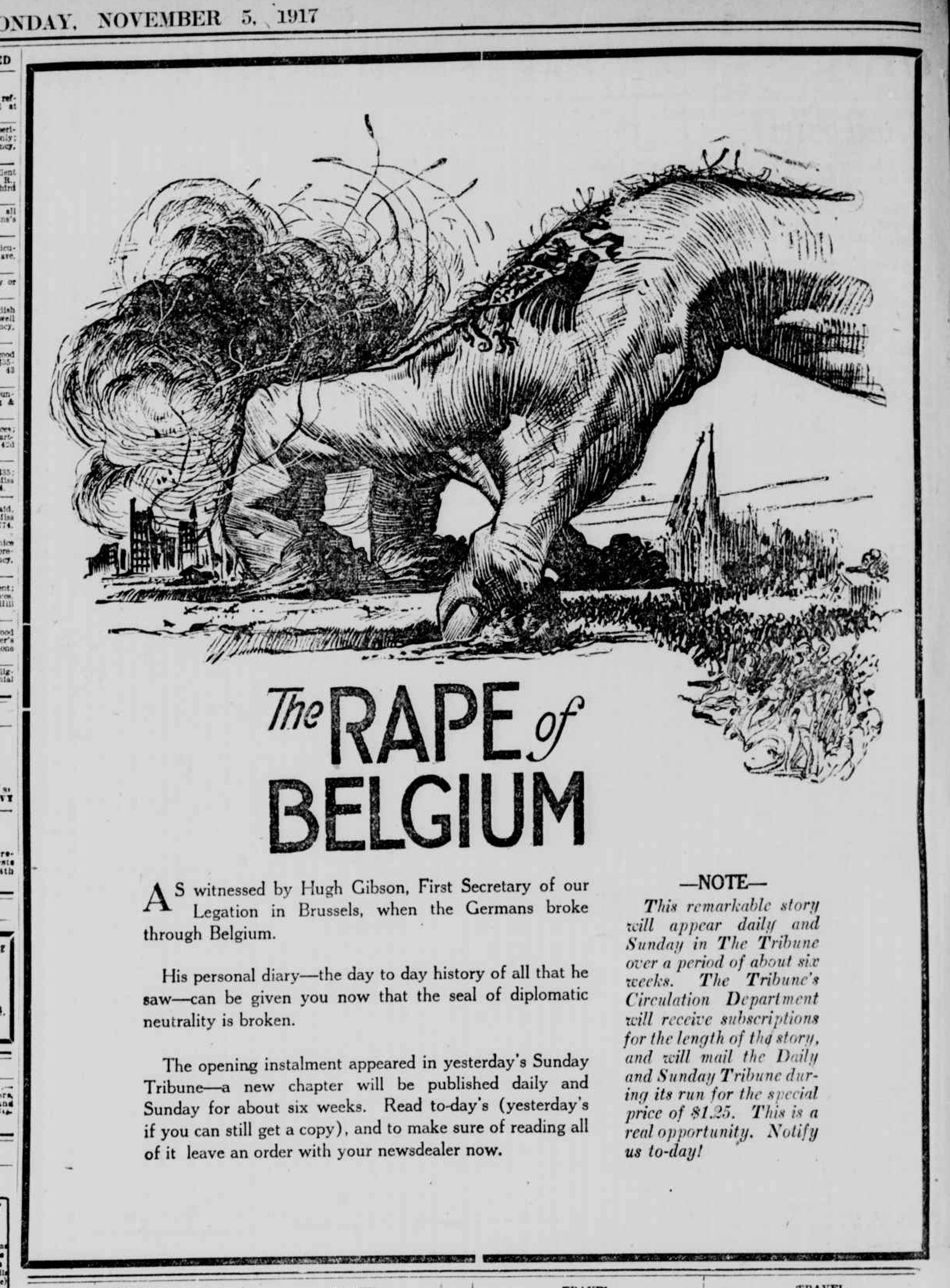
Zachowanie wojsk niemieckich w Belgii było intensywnie wykorzystywane w propagandzie Stanów Zjednoczonych w celu zbudowania poparcia społecznego dla amerykańskiej interwencji

Jeśli chodzi o opisy niemieckich okrucieństw w brytyjskiej prasie, historyczka Nicoletta Gullace pisze, zgadzając się z innymi badaczami, takimi jak Susan Kingsley Kent, że „inwazja na Belgię, z jej bardzo realnym cierpieniem, została jednak przedstawiona w wysoce stylizowany sposób, który skupiał się na perwersyjnych atakach seksualnych, brutalnych okaleczeniach i drastycznych opisach wykorzystywania dzieci, często wątpliwej prawdziwości”. W Wielkiej Brytanii wielu publicystów propagowało te historie na własną rękę. Na przykład popularny pisarz William Le Queux określił armię niemiecką jako „jeden wielki gang Kuby Rozpruwacza” i opisał szczegółowo wydarzenia takie jak powieszenie nago i okaleczenie guwernantki, przebicie bagnetem małego dziecka czy „krzyki umierających kobiet”, zgwałconych i „straszliwie okaleczonych” przez niemieckich żołnierzy, oskarżając ich o obcinanie rąk, stóp lub piersi swoich ofiar.
Gullace twierdzi, że „brytyjscy propagandyści chcieli jak najszybciej przejść od [mało wiarygodnego] wyjaśnienia wojny, które skupiało się na zamordowaniu austriackiego arcyksięcia i jego żony przez serbskich nacjonalistów, do moralnie jednoznacznej kwestii inwazji [Niemiec] na neutralną Belgię”. Na poparcie swojej tezy cytuje dwa listy lorda Bryce’a. W pierwszym liście Bryce pisze: „Musi być coś fatalnie nie tak z naszą tak zwaną cywilizacją, skoro ta serbska sprawa tak straszną katastrofą spadła na całą Europę”. W kolejnym liście Bryce pisze: „Jedną rzeczą, która nas pociesza w tej wojnie, jest to, że wszyscy jesteśmy absolutnie przekonani o słuszności sprawy i o naszym obowiązku chwycenia za miecz po inwazji na Belgię”.
Chociaż niesławne niemieckie określenie „skrawek papieru” odnoszące się do traktatu londyńskiego z 1839 roku zmobilizowało znaczną część brytyjskich intelektualistów do poparcia wojny, w kręgach robotniczych ta metafora wywarła mniejszy wpływ. Na przykład polityk Partii Pracy Ramsay MacDonald, dowiedziawszy się o tym, oświadczył: „Nigdy nie uzbrajaliśmy naszych ludzi i nie prosiliśmy ich, aby oddali swoje życie za mniej znaczącą sprawę niż ta”. Rekruterzy armii brytyjskiej zgłaszali problemy z wyjaśnianiem genezy wojny w kategoriach prawnych.
W miarę postępu niemieckich działań w Belgii, brytyjskie gazety zaczęły publikować artykuły o zbrodniach wojennych. Brytyjska prasa, zarówno „wysokiej jakości”, jak i tabloidowa, wykazywała mniejsze zainteresowanie „niekończącym się spisem skradzionego mienia i zarekwirowanych dóbr”, który stanowił większość oficjalnych belgijskich raportów. Zamiast tego brytyjską prasę zalewały relacje o gwałtach i brutalnych okaleczeniach. Intelektualny dyskurs na temat „skrawków papieru” mieszał się następnie z bardziej drastycznymi alegoriami przedstawiającymi Belgię jako brutalnie traktowaną kobietę, czego przykładem były karykatury Louisa Raemaekersa, którego prace były szeroko rozpowszechniane także w USA.
Część prasy, np. redaktor „The Times” Edward Tyas Cook, wyraziła obawy, że przypadkowe historie, z których kilka okazało się całkowitymi falsyfikacjami, osłabią siłę propagandy i apelowali o bardziej racjonalne podejście. Prasa niemiecka i amerykańska zakwestionowała prawdziwość wielu historii, a fakt, że British Press Bureau nie cenzurowało tych opowieści, postawił brytyjski rząd w trudnej sytuacji. Ostatecznie w grudniu 1914 roku został powołany Komitet Bryce’a w celu przeprowadzenia dochodzenia. Bryce’a uznano za osobę wysoce odpowiednią do kierowania tymi działaniami ze względu na jego przedwojenne proniemieckie nastawienie i dobrą reputację w Stanach Zjednoczonych, gdzie pełnił funkcję ambasadora Wielkiej Brytanii, a także ze względu na jego wiedzę prawniczą.

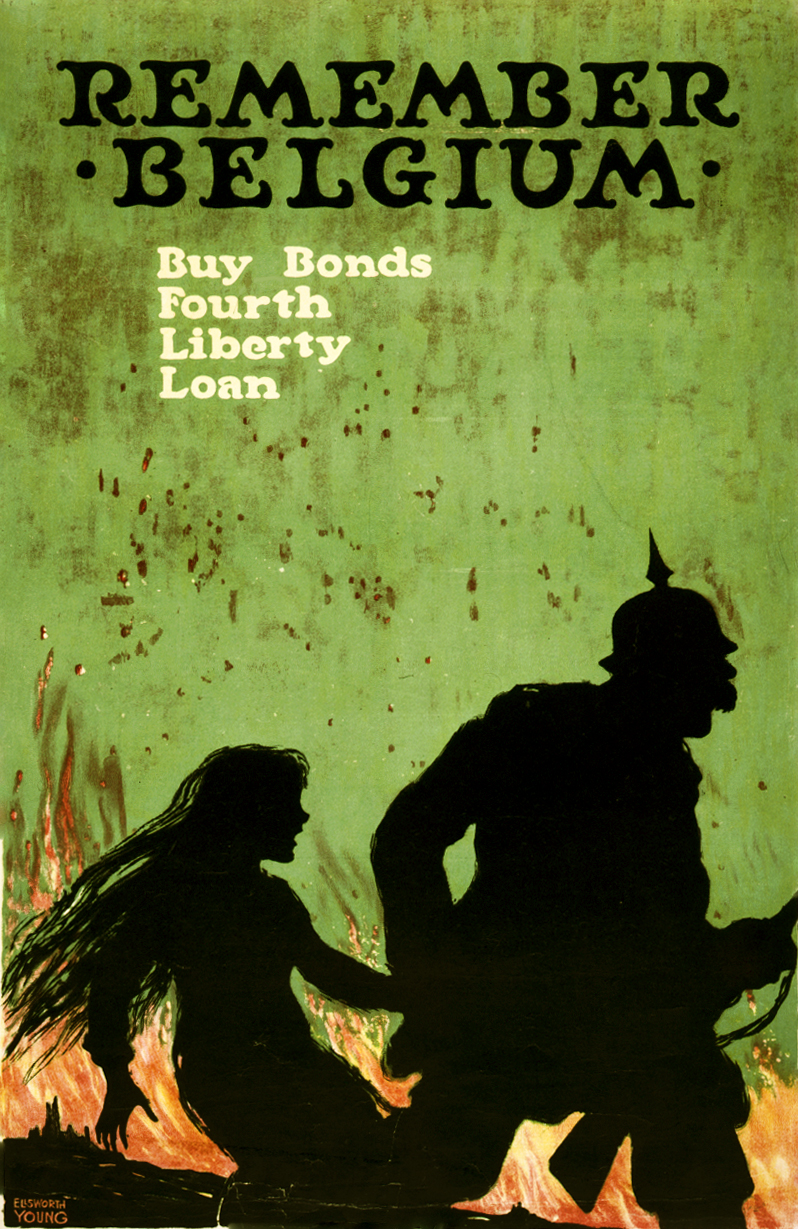
„Pamiętaj Belgię” – amerykański plakat propagandowy z czasów I wojny światowej

Działania śledcze komisji ograniczały się do wcześniej zarejestrowanych zeznań i zostały skrytykowane przez wielu autorów, chociaż późniejsi śledczy uznali, że ich wnioski zostały w znacznym stopniu uzasadnione, a większość wątpliwych twierdzeń została odrzucona. Gullace twierdzi, że „komisja została w istocie powołana w celu przeprowadzenia pozorowanego dochodzenia, które miałoby wstawić dobre imię lorda Bryce’a w miejsce tysięcy brakujących nazwisk anonimowych ofiar, których historie pojawiły się na łamach raportu”. Komisja opublikowała swój raport w maju 1915 roku. Charles Masterman, dyrektor British War Propaganda Bureau, napisał do Bryce’a: „Twój raport okrążył całą Amerykę. Jak zapewne wiesz, nawet najbardziej sceptyczni deklarują się [teraz] jako przekonani, tylko dlatego, że go podpisałeś!”. Przetłumaczony do czerwca na dziesięć języków raport stanowił podstawę późniejszej propagandy wojennej i był wykorzystywany jako źródło dla wielu innych publikacji aż do najbardziej radykalnej kampanii „Powiesić cesarza”.
Sensacyjne relacje pojawiały się wciąż, także poza Wielką Brytanią. Na przykład w marcu 1917 roku Arnold J. Toynbee opublikował pracę pt. The German Terror in Belgium, w której położył nacisk na najbardziej drastyczne opisy niemieckich perwersji seksualnych, takich jak: „Na targu w Gembloux belgijski kurier zobaczył ciało kobiety przybite do drzwi domu mieczem wbitym w jej klatkę piersiową. Ciało było nagie, a piersi zostały odcięte”.
Większość publikacji wojennych w Wielkiej Brytanii miała w rzeczywistości na celu pozyskanie amerykańskiego wsparcia Artykuł w „The Nation” z 1929 roku stwierdzał: „W 1916 roku alianci przedstawiali każdą możliwą historię niemieckiego okrucieństwa, aby zdobyć sympatię i amerykańskie wsparcie. Codziennie karmiono nas [...] historiami o belgijskich dzieciach, którym obcięto ręce, kanadyjskim żołnierzu, którego ukrzyżowano na drzwiach stodoły, pielęgniarkach, którym obcięto piersi, niemieckim zwyczaju destylowania gliceryny i tłuszczu ze swoich zmarłych w celu uzyskania z nich smarów; i całą resztą”.
Czwarta tura Liberty Bond w 1918 roku wykorzystała plakat „Remember Belgium” przedstawiający sylwetkę młodej belgijskiej dziewczyny ciągniętej za rękę przez niemieckiego żołnierza na tle płonącej wioski. Historyk Kimberly Jensen interpretuje ten obraz w następujący sposób: „Są sami w nocy, a gwałt wydaje się nieunikniony. Plakat udowadnia, że przywódcy czerpali z wiedzy i założeń amerykańskiej opinii publicznej na temat gwałtów podczas niemieckiej inwazji na Belgię.
W książce pt. Roosevelt and Hitler: Prelude to War Robert E. Herzstein stwierdził, że „Niemcy najwyraźniej nie potrafili znaleźć sposobu na przeciwdziałanie potężnej brytyjskiej propagandzie na temat „gwałtu na Belgii” i innych domniemanych zbrodni”. Jedną z takich prób było opublikowanie własnej narracji o zbrodniach w Niemieckiej Białej Księdze, która opisywała domniemane zbrodnie popełnione przez belgijskich cywilów na niemieckich żołnierzach. Śledztwo przeprowadzone w 1967 roku przez niemieckiego prawnika Hermanna Kantorowicza wykazało, że 75% dokumentów w książce zostało sfałszowanych .
Jeśli chodzi o spuściznę propagandy, Gullace skomentował, że „jedną z tragedii brytyjskich wysiłków na rzecz stworzenia swojej narracji jest sposób, w jaki autentyczne cierpienie zostało ośmieszone przez zmyślone opowieści”. Jednak historyk Linda Robertson krytykuje rewizjonizm amerykańskich izolacjonistów z czasów II wojny światowej, który chciał zrzucić winę za przystąpienie USA do I wojny światowej na brytyjską propagandę i w ten sposób zdyskredytować doniesienia o zbrodniach nazistowskich. Robertson pisze, że reakcja na propagandę może również „mieć na celu zaciemnienie tego, co [naprawdę] się wydarzyło”.

## Następstwa

### Liczba ofiar
W sumie Niemcy byli odpowiedzialni za śmierć 23 700 belgijskich cywilów (6000 zamordowanych, 17 700 zmarłych podczas wysiedleń, deportacji, w więzieniach lub skazanych na śmierć przez sądy doraźne) i spowodowali trwałe kalectwo u 10 400 oraz mniejsze obrażenia u 22 700 Belgów, a 18 296 belgijskich dzieci zostało sierotami wojennymi. Straty wojskowe Belgii wyniosły 26 338 zabitych, zmarłych z powodu obrażeń lub wypadków, 14 029 zmarło z powodu chorób lub zaginęło.
Ponadto Niemcy wysyłali żywność i nawozy z Belgii na rynek niemiecki przez cały okres okupacji. Choć Komisja Pomocy w Belgii zaspokajała pewną część potrzeb Belgów, wynikający z rabunkowego charakteru niemieckiej okupacji kryzys żywnościowy przyczynił się do około 90 000 zgonów z niedożywienia w czasie wojny.

### Późniejsza analiza

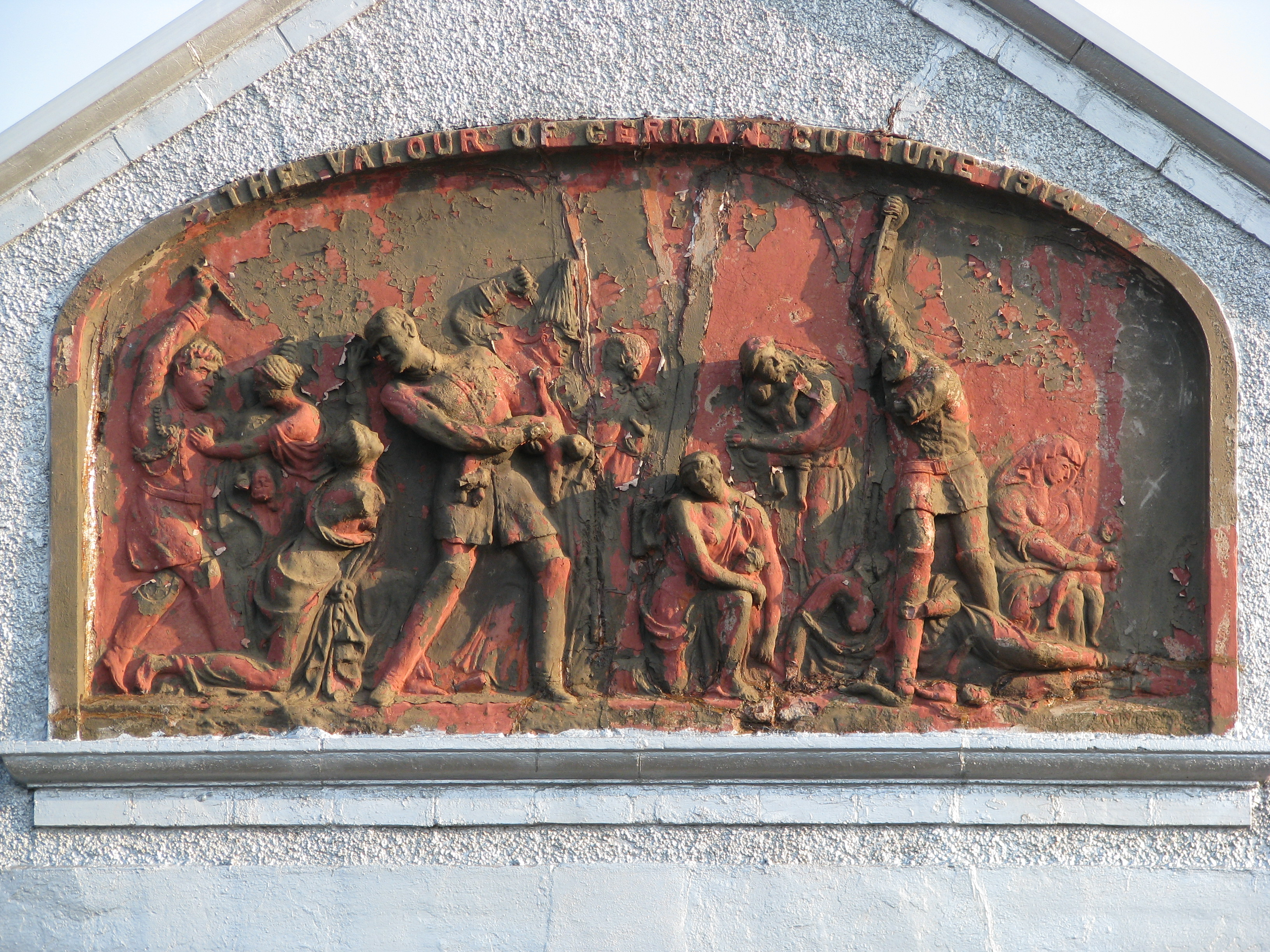
Płaskorzeźba poświęcona Wielkiej Wojnie w Edynburgu przedstawia kobiety atakowane przez niemieckich żołnierzy

W latach 20. niemieckie zbrodnie wojenne z sierpnia 1914 roku były często odrzucane jako brytyjska propaganda. Później liczni naukowcy zbadali oryginalne dokumenty i doszli do wniosku, że faktycznie doszło do masowych zbrodni, przyznając jednocześnie, że niektóre z przytaczanych historii były zmyślone . Wciąż trwa debata między badaczami, którzy uważają, że armia niemiecka działała głównie z powodu paranoi, w odwecie za prawdziwe lub domniemane incydenty z udziałem belgijskich cywilów, a tymi (w tym Lipkes), którzy podkreślają inne przyczyny, sugerując związek tych wydarzeń z działaniami niemieckimi w epoce nazistowskiej.
Według Larry’ego Zuckermana okupacja niemiecka znacznie przekroczyła warunki określane przez prawo międzynarodowe. Surowa niemiecka administracja wojskowa starała się regulować każdy szczegół codziennego życia, zarówno na poziomie osobistym za pomocą ograniczeń w podróżowaniu i kar zbiorowych, jak i na poziomie ekonomicznym, wykorzystując belgijski przemysł na korzyść Niemiec i nakładając powtarzające się ciężkie kontrybucje na belgijskie prowincje. Przed wojną Belgia produkowała 4,4 procent światowego handlu. Ponad 100 000 belgijskich pracowników zostało przymusowo deportowanych do Niemiec, aby pracowali dla gospodarki wojennej, a także do północnej Francji, aby budować drogi i inną infrastrukturę ważną dla niemieckiej armii.

### Badania historyczne
Ostatnie dogłębne studia historyczne niemieckich działań w Belgii obejmują m.in. książki:
- The Rape of Belgium: The Untold Story of World War I autorstwa Larry'ego Zuckermana[49];
- Rehearsals: The German Army in Belgium, August 1914 autorstwa Jeffa Lipkesa[50];
- German Atrocities 1914: A History of Denial autorstwa Johna Horne'a i Alana Kramera[51];
- Schuldfragen. Belgischer Untergrundkrieg und deutsche Vergeltung im August 1914 autorstwa Ulricha Kellera[52].

Horne i Kramer tłumaczą motywy niemieckich działań jako głównie (lecz nie tylko) zbiorowy strach przed „wojną ludową” (Volkskrieg):

Źródłem zbiorowej psychozy na punkcie wojny ludowej i surowych represji, którymi odpowiedziała armia niemiecka (aż do jej najwyższego szczebla), są wspomnienia z wojny francusko-pruskiej lat 1870–1871, kiedy to armie pruskie stawiały czoła nieregularnym żołnierzom republikańskim (lub francs-tireurs), a także to, w jaki widmo udziału cywilów w wojnie wywoływało najgorsze obawy konserwatywnego korpusu oficerskiego przed demokratycznym i rewolucyjnym nieporządkiem

Ci sami autorzy identyfikują szereg czynników przyczyniających się do tego stanu rzeczy:
- brak doświadczenia bojowego prowadzący do kryzysu dyscypliny wśród żołnierzy niemieckich;
- pijaństwo;
- incydenty „bratobójczego ognia” wynikające z paniki;
- częste starcia z belgijskimi i francuskimi strażami tylnymi prowadzące do zamieszania;
- wściekłość na upartą i początkowo skuteczną obronę Liège;
- wściekłość na belgijski opór, gdyż Belgowie nie byli postrzegani jako naród uprawniony do obrony;
- panująca wrogość wobec katolicyzmu wśród elementów armii niemieckiej;
- niejednoznaczne lub niewystarczające niemieckie przepisy służby polowej dotyczące cywilów;
- niepowodzenie niemieckiej logistyki prowadzące później do niekontrolowanych grabieży[54].

Niedawne badania przeprowadzone przez Ulricha Kellera podały w wątpliwość rozumowanie Horne’a i Kramera. Keller twierdzi, że powodem brutalnego zachowania Niemców w pierwszych miesiącach wojny było istnienie znaczącego belgijskiego ruchu partyzanckiego. Twierdzi on, że zorganizowany opór był prowadzony przez paramilitarną milicję Garde Civique. Jako dowód wskazuje na niemieckie dokumenty medyczne, które pokazują, że znaczna liczba niemieckich żołnierzy została postrzelona z broni śrutowej, której nie używali w tamtym czasie ani Niemcy, ani belgijskie i francuskie jednostki regularnej armii, a także zeznania niemieckich żołnierzy i dzienniki wojenne pułków .
Twierdzenia Kellera doprowadziły do sporu wśród historyków, który zaowocował konferencją zorganizowaną w 2017 roku, na której jego twierdzenia spotkały się z mieszanymi reakcjami. Podczas gdy dowody przedstawione przez Kellera mogą sugerować coś więcej niż tylko sporadyczny opór nieregularnych sił belgijskich, historycy krytykowali jego wybór źródeł i argumentowali za potrzebą dodatkowych badań, w szczególności na temat roli Belgii w 1914 roku i kluczowego pytania, jak powszechny był opór sił nieregularnych, aby udowodnić jego tezę.
Dalszą krytykę opublikowali następnie Horne i Kramer. Bardziej ambiwalentną recenzję napisał Markus Pöhlmann, który krytykuje zarówno Horne’a i Kramera, jak też Kellera za nadmierną jednostronność w korzystaniu ze źródeł i zaufaniu do nich (belgijskich cywilów w pierwszym przypadku, niemieckich źródeł wojskowych w drugim). Pöhlmann pisze, że Keller źle zrozumiał belgijską dyspozycję wojskową na początku I wojny światowej wysnuwając swój wniosek o zorganizowanym oporze, argumentując, że powszechne spontaniczne zaangażowanie cywilów (i niemieckie zamieszanie co do działań podejmowanych przez belgijskie lub francuskie jednostki wojskowe) było bardziej prawdopodobną przyczyną zdarzeń i że Keller był zbyt gorliwy w bagatelizowaniu skali niemieckich zbrodni. Stwierdza jednak, że kluczowy argument Horne’a i Kramera, że strach Niemców był irracjonalną pozostałością po wojnie francusko-pruskiej, jest nieprzekonujący. Niemiecka dyscyplina wojskowa rzeczywiście załamała się w bezprecedensowy sposób, ale było to spowodowane stresem związanym z zetknięciem się z wrogą belgijską ludnością. Poza Niemcami większość naukowców odrzuca pracę Kellera z powodu jego „bezkrytycznego i selektywnego” wykorzystania źródeł.

## Upamiętnienie
Podczas uroczystości, które odbyły się 6 maja 2001 roku w belgijskim mieście Dinant z udziałem ministra obrony Belgii André Flahauta, weteranów II wojny światowej oraz ambasadorów Niemiec, Francji i Wielkiej Brytanii, sekretarz stanu niemieckiego Ministerstwa Obrony Walter Kolbow oficjalnie przeprosił za masakrę 674 cywilów, która miała miejsce 23 sierpnia 1914 roku:

Musimy przyznać się do niesprawiedliwości, które zostały popełnione, i prosić o wybaczenie. To właśnie robię dziś z głębokim przekonaniem. Przepraszam was wszystkich za niesprawiedliwość, jaką Niemcy wyrządzili w tym mieście

Kolbow złożył wieniec i skłonił się przed pomnikiem ofiar, na którym widnieje napis: 674 męczennikom z Dinant, niewinnym ofiarom niemieckiego barbarzyństwa.